# M/S Karin
M/S Karin är en vägfärja som sköts av Trafikverket Färjerederiet på Skanssundsleden (Nässkansen-Mörkö vid Furuholmsskansen). Färjan är byggd 1979 av AB Åsiverken i Åmål och samma år blev färjan insatt i trafik.

## Historik
- 1979 - Levererades till Statens Vägverk, ursprungligt namn M/S FÄRJA 61/306.
- 1979 - Insatt på Skanssundet mellan Hörningsnäs - Mörkö.
- 1992 - Omflyttad till Vägverket Produktion Öst Vaxholm samt omdöpt till Karin.
- 1996 - Omflyttad till Vägverket Färjerederiet, Vaxholm.
- 2014 - Ombyggnad och modernisering.
- 2015 - Insatt på Skanssundet mellan Hörningsnäs - Mörkö.

## Bilder

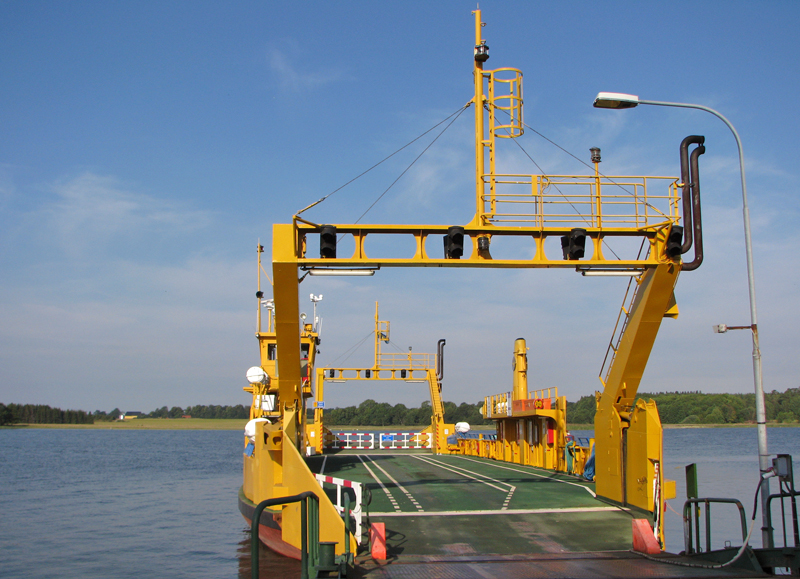
Karin före ombyggnad
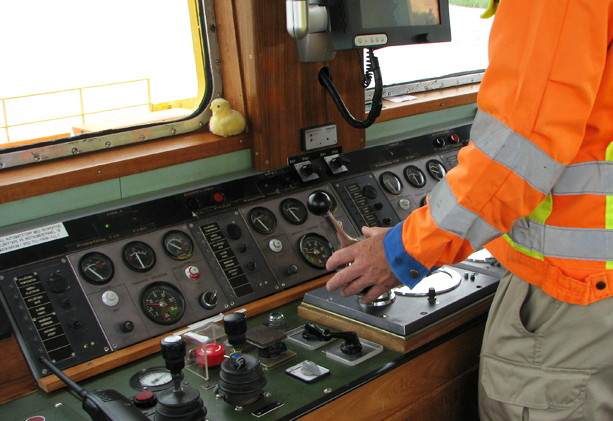
Bryggan före ombyggnad
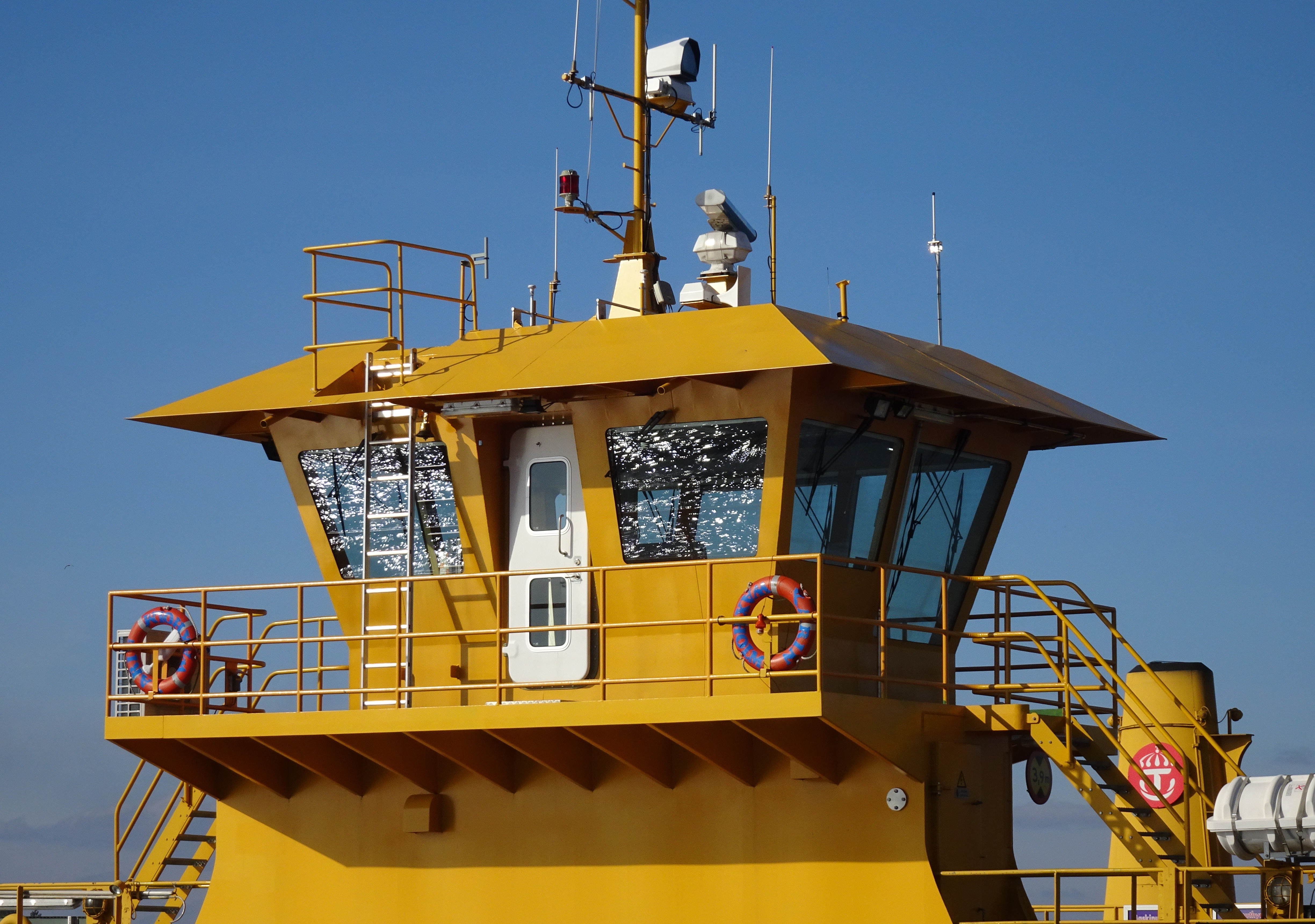
Bryggan efter ombyggnad
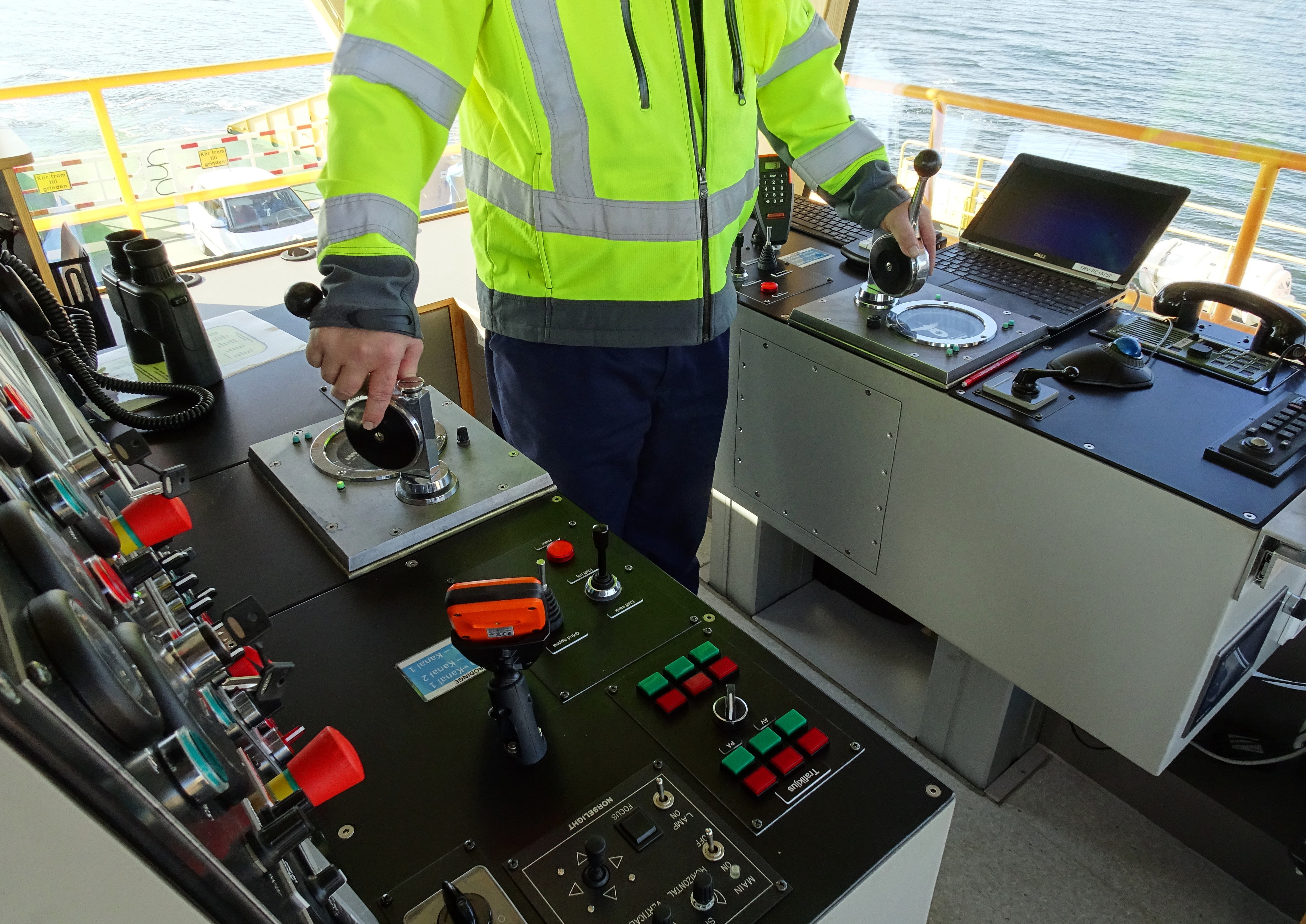
Bryggan efter ombyggnad